# Duale Zahl
Im mathematischen Teilgebiet der algebraischen Geometrie ist der Ring der dualen Zahlen über einem Körper ein algebraisches Objekt, das eng mit dem Begriff des Tangentialvektors zusammenhängt.
Dieser Artikel beschäftigt sich mit kommutativer Algebra. Insbesondere sind alle betrachteten Ringe kommutativ und haben ein Einselement. Für weitere Details siehe Kommutative Algebra.

## Definition
Die dualen Zahlen bilden eine zweidimensionale hyperkomplexe Algebra über dem Körper {\displaystyle \mathbb {R} } der reellen Zahlen. Wie die komplexen Zahlen wird diese Algebra von zwei Basiselementen erzeugt, der 1 und einer nicht-reellen Einheit, die zur Unterscheidung von der imaginären Einheit {\displaystyle i} der komplexen Zahlen hier mit {\displaystyle \varepsilon } bezeichnet wird. Jede duale Zahl lässt sich also eindeutig als
{\displaystyle z=a+b\varepsilon }
mit a, b ∈ {\displaystyle \mathbb {R} } darstellen, also als Linearkombination aus 1 und {\displaystyle \varepsilon }. Die Definition einer allgemeinen Multiplikation für duale Zahlen vervollständigt sich durch eine Definition für das Quadrat der nicht-reellen Einheit, und zwar durch
{\displaystyle \varepsilon ^{2}=0}.
Außerdem ist wie bei den komplexen Zahlen die zu z konjugierte Zahl
{\displaystyle {\bar {z}}=a-b\varepsilon }
definiert.

## Rechenregeln

### Addition
Die Addition von dualen Zahlen erfolgt komponentenweise.
Für zwei duale Zahlen {\displaystyle z=a+b\varepsilon } und {\displaystyle w=c+d\varepsilon } gilt
{\displaystyle z+w=(a+c)+(b+d)\varepsilon .}

### Multiplikation
Für zwei duale Zahlen {\displaystyle z=a+b\varepsilon } und {\displaystyle w=c+d\varepsilon } folgt durch direktes Ausmultiplizieren
{\displaystyle z\cdot w=(a+b\varepsilon )\cdot (c+d\varepsilon )=ac+ad\varepsilon +bc\varepsilon +bd\varepsilon ^{2}=ac+(ad+bc)\varepsilon }.
Der Term {\displaystyle bd\varepsilon ^{2}} fällt weg, da {\displaystyle \varepsilon ^{2}=0}.

### Division
Die Division der dualen Zahl {\displaystyle z=a+b\varepsilon } durch die duale Zahl {\displaystyle w=c+d\varepsilon } ist definiert, wenn der Realteil des Nenners {\displaystyle c\neq 0}. Analog zu der Division von komplexen Zahlen wird der Bruch mit dem konjugierten Nenner {\displaystyle {\bar {w}}=c-d\varepsilon } erweitert, um die nicht reellen Teile gegenseitig aufzuheben. 
{\displaystyle {\frac {z}{w}}={\frac {z\cdot {\bar {w}}}{\underbrace {w\cdot {\bar {w}}} _{\text{reell}}}}}
Eingesetzt und Ausmultipliziert folgt:
{\displaystyle {\begin{aligned}{\frac {a+b\varepsilon }{c+d\varepsilon }}&={\frac {(a+b\varepsilon )(c-d\varepsilon )}{(c+d\varepsilon )(c-d\varepsilon )}}\\[5pt]&={\frac {ac-ad\varepsilon +bc\varepsilon -bd\varepsilon ^{2}}{c^{2}+cd\varepsilon -cd\varepsilon -d^{2}\varepsilon ^{2}}}\\[5pt]&={\frac {ac-ad\varepsilon +bc\varepsilon -0}{c^{2}-0}}\\[5pt]&={\frac {ac+\varepsilon (bc-ad)}{c^{2}}}\\[5pt]&={\frac {a}{c}}+{\frac {bc-ad}{c^{2}}}\varepsilon \end{aligned}}}

## Eigenschaften
Wie alle hyperkomplexen Algebren erfüllen auch die dualen Zahlen das rechts- und linksseitige Distributivgesetz. Wie die komplexen Zahlen sind sie zudem kommutativ und assoziativ, und zwar zwangsläufig, da es nur ein von der 1 verschiedenes Basiselement gibt, nämlich {\displaystyle \varepsilon }.
{\displaystyle 1\cdot \varepsilon =\varepsilon \cdot 1=\varepsilon }
{\displaystyle 1\cdot (1\cdot \varepsilon )=1\cdot \varepsilon =(1\cdot 1)\cdot \varepsilon =\varepsilon }
{\displaystyle 1\cdot (\varepsilon \cdot \varepsilon )=1\cdot 0=0=\varepsilon \cdot \varepsilon =(1\cdot \varepsilon )\cdot \varepsilon }
Die dualen Zahlen bilden also einen kommutativen Ring mit Einselement, der aber – im Unterschied zu {\displaystyle \mathbb {C} } – kein Körper ist, sondern ein Hauptidealring mit einem Ideal, nämlich den reellzahligen Vielfachen von {\displaystyle \varepsilon }. Hauptideal ist es, da es von einem einzigen Element {\displaystyle \varepsilon } erzeugt werden kann. Wegen {\displaystyle \varepsilon ^{2}=0} sind sie natürlich Nullteiler.

## Matrixdarstellung
Da die Multiplikation der dualen Zahlen assoziativ ist, lässt sie sich mit Matrizen darstellen, und zwar wie folgt:
{\displaystyle a+b\varepsilon ~{\mathrel {\widehat {=}}}~{\begin{pmatrix}a&b\\0&a\end{pmatrix}}},
was für {\displaystyle a=0} und {\displaystyle b=1} gerade die nilpotente Matrix
{\displaystyle {\begin{pmatrix}0&1\\0&0\end{pmatrix}}}
ergibt.

## Duale Zahlen und Laguerre-Ebenen
Die klassische reelle Laguerre-Ebene lässt sich (analog der Beschreibung der klassischen reellen Möbius-Ebene über komplexe Zahlen) mit Hilfe der dualen Zahlen beschreiben (W. Benz: Vorlesungen über Geometrie der Algebren).

## Algebraische Definition
In der Terminologie der abstrakten Algebra lassen sich die dualen Zahlen als der Quotient des Polynomringes {\displaystyle \mathbb {R} [X]} und des Ideals beschreiben, das durch das Polynom {\displaystyle X^{2}} erzeugt wird, also
{\displaystyle \mathbb {R} [X]/(X^{2})}.

## Duale Zahlen über Ringen
Es sei {\displaystyle A} ein Ring. Dann ist der Ring der dualen Zahlen über {\displaystyle A} der Faktorring
{\displaystyle A[\varepsilon ]=A[X]/(X^{2});}
{\displaystyle \varepsilon } ist das Bild der Unbestimmten {\displaystyle X} im Quotienten {\displaystyle A[X]/(X^{2}).}

### Eigenschaften
Es sei {\displaystyle k} ein Körper. {\displaystyle k[\varepsilon ]} ist ein lokaler artinscher Ring, der als Vektorraum über {\displaystyle k} die Dimension 2 hat. Jedes Element hat eine eindeutige Darstellung
{\displaystyle a+b\varepsilon } mit {\displaystyle a,b\in k.}
Das maximale Ideal wird von {\displaystyle \varepsilon } erzeugt; der Restklassenkörper ist {\displaystyle k}. {\displaystyle (\varepsilon )} und {\displaystyle k} sind als {\displaystyle k[\varepsilon ]}-Moduln isomorph.
Für jeden Ring {\displaystyle A} ist {\displaystyle A[\varepsilon ]\cong A\otimes \mathbb {Z} [\varepsilon ].}

### Duale Zahlen und Derivationen
Es seien {\displaystyle A} ein Ring, {\displaystyle B,C} zwei {\displaystyle A}-Algebren und {\displaystyle f\colon B\to C} ein Homomorphismus von {\displaystyle A}-Algebren. Dann gibt es eine natürliche Bijektion zwischen
den {\displaystyle A}-Algebrenhomomorphismen
{\displaystyle B\to C[\varepsilon ],\quad b\mapsto f(b)+\varepsilon D(b),}
die Hochhebungen von {\displaystyle f} unter {\displaystyle C[\varepsilon ]\to C,} {\displaystyle \varepsilon \mapsto 0,} sind
und
{\displaystyle A}-linearen Derivationen {\displaystyle D\colon B\to C;} dabei wird die {\displaystyle B}-Modulstruktur auf {\displaystyle C} von {\displaystyle f} induziert.

### Bedeutung für die algebraische Geometrie
Für ein Schema {\displaystyle U} sei
{\displaystyle U[\varepsilon ]=U\otimes _{\mathbb {Z} }\mathbb {Z} [\varepsilon ].}
Es sei {\displaystyle S} ein Schema und {\displaystyle X} ein {\displaystyle S}-Schema. Das Schema {\displaystyle T_{X/S}=\mathbb {V} (\Omega _{X/S}^{1})=\mathbf {Spec} \,S^{\cdot }\Omega _{X/S}^{1}} ist das relative Tangentialbündel von {\displaystyle X} über {\displaystyle S}. Dann gibt es eine natürliche Bijektion
{\displaystyle T_{X/S}(U)=X(U[\varepsilon ])}
für beliebige {\displaystyle S}-Schemata {\displaystyle U}. Ein {\displaystyle U[\varepsilon ]}-wertiger Punkt ist also ein {\displaystyle U}-wertiger Punkt zusammen mit einem Tangentialvektor in diesem Punkt. Man kann sich {\displaystyle \mathrm {Spec} \,k[\varepsilon ]} für einen Körper {\displaystyle k} also als Punkt zusammen mit einem Tangentialvektor vorstellen.